# Wereldbeker bobsleeën 2010/2011
De wereldbeker bobsleeën in het seizoen 2010/2011 (officieel:  Viessmann FIBT Bob & Skeleton World Cup Tour 2010/2011) ving aan op 26 november en eindigde op 6 februari 2011. De competitie werd georganiseerd door de FIBT gelijktijdig met de WB skeleton.
De titels gingen het vorige seizoen naar de piloten Ivo Rüegg (Zwitserland, tweemansbob) en Steven Holcomb (USA, viermansbob) bij de mannen en Sandra Kiriasis (Duitsland, tweemansbob) bij de vrouwen.
De competitie omvatte dit seizoen acht wedstrijden in de drie onderdelen van het bobsleeën. Bij de mannen de twee- en viermansbob en bij de vrouwen de tweemansbob. Daarnaast werden er wedstrijden georganiseerd voor landenteams welke bestaan uit bobslee en skeleton runs.
De piloot Aleksandr Zoebkov werd de eerste Rus die beslag wist te leggen op de wereldbeker in de tweemansbob, het was zijn vierde podium plaats na in 2006 als tweede en in 2005 en 2008 als derde te zijn geëindigd. De Duitser Manuel Machata op plaats twee en de Italiaan Simone Bertazzo op plaats drie stonden beide voor de eerste keer op het podium van de wereldbeker.
Manuel Machata werd de vijfde Duitser, in navolging van Wolfgang Hoppe (1984, 1992, 1996), Harald Czudaj (1998), Christoph Langen (1999) en André Lange (2001, 2003, 2004, 2008), die de wereldbeker in de viermansbob won. Hij stond hier voor het eerst op het erepodium. Titelverdediger Steven Holcomb nam voor de derde keer plaats op het erepodium, hij eindigde dit seizoen op plaats twee, dezelfde positie behaalde hij ook in 2007. Aleksandr Zoebkov op plaats drie betrad voor de zesde keer het erepodium, hij werd eerste in 2005, 2006 en 2009 en tweede in 2004, en 2008.
Bij de vrouwen stonden dezelfde vrouwen als in 2010 op het erepodium van de wereldbeker. De Duitse Sandra Kiriasis-Prokoff nam hierop voor de elfde opeenvolgende keer plaats. In 2001 en 2002 stond ze op plaats twee, de negen volgende jaren veroverde ze de wereldbeker. Op plaats twee nam haar landgenote Cathleen Martini voor de zesde keer plaats op het podium, ze werd tweede in 2005, 2008, 2009 en derde in 2007, 2010. De Canadese Kaillie Humphries eindigde op de derde plaats, in 2010 stond zij voor het eerst op dit erepodium (2e plaats).
Uit België nam pilote Elfje Willemsen met Anouska Hellebuyck en Eva Willemarck als remsters in vijf wedstrijden deel en eindigde als 16e in de eindstand.
Uit Nederland nam pilote Esmé Kamphuis aan alle acht wedstrijden deel met Urta Rozenstruik of Judith Vis als remster. In de achtste en laatste wedstrijd eindigde ze met een tweede plaats voor het eerst op het erepodium van een WB-wedstrijd en eindigde ze als zesde in het eindklassement. Bij de mannen nam piloot Edwin van Calker (twee- en viermansbob) met zijn teamgenoten pas vanaf de vijfde wereldbekerwedstrijd deel. Na zijn terugtrekking in de viermansbob op de Winterspelen in Vancouver moest hij dit seizoen zonder enige (financiële) steun van de BSBN op eigen kracht deelnemen en liet hierom de eerste vier wedstrijden in Noord-Amerika schieten. In de tweemansbob eindigde hij op de 16e plaats, in de viermansbob op de 21 plaats.
De zesde wereldbekerwedstrijd in Winterberg gold voor de Europese deelnemers tevens als het Europees kampioenschap.

## Wereldbeker punten
De eerste 30 in het dagklassement krijgen punten voor het wereldbekerklassement toegekend. De top 20 na de eerste run gaan verder naar de tweede run, de overige deelnemers krijgen hun punten toegekend op basis van hun klassering na de eerste run. De onderstaande tabel geeft de punten per plaats weer.
| Klassering = punten                          | Klassering = punten                           | Klassering = punten                               | Klassering = punten                          | Klassering = punten                          | Klassering = punten                          |
| -------------------------------------------- | --------------------------------------------- | ------------------------------------------------- | -------------------------------------------- | -------------------------------------------- | -------------------------------------------- |
| 1e = 225 2e = 210 3e = 200 4e = 192 5e = 184 | 6e = 176 7e = 168 8e = 160 9e = 152 10e = 144 | 11e = 136 12e = 128 13e = 120 14e = 112 15e = 104 | 16e = 96 17e = 88 18e = 80 19e = 74 20e = 68 | 21e = 62 22e = 56 23e = 50 24e = 45 25e = 40 | 26e = 36 27e = 32 28e = 28 29e = 24 30e = 20 |

## Tweemansbob (m)

### Uitslagen
| Datum | Plaats       | Eerste                                      | Tweede                                                                          | Derde                                   |
| ----- | ------------ | ------------------------------------------- | ------------------------------------------------------------------------------- | --------------------------------------- |
| 26-11 | Whistler     | Duitsland Manuel Machata Andreas Bredau     | Canada Lyndon Rush Neville Wright Duitsland Karl Angerer Christian Friedrich    |                                         |
| 03-12 | Calgary      | Duitsland Karl Angerer Gregor Bermbach      | Duitsland Manuel Machata Andreas Bredau Monaco Patrice Servelle Lascelles Brown |                                         |
| 10-12 | Park City    | Rusland Aleksandr Zoebkov Dmitri Troenenkov | Italië Simone Bertazzo Sergio Riva                                              | Duitsland Manuel Machata Andreas Bredau |
| 18-12 | Lake Placid  | Italië Simone Bertazzo Sergio Riva          | Rusland Aleksandr Zoebkov Dmitri Troenenkov                                     | Duitsland Karl Angerer Alex Mann        |
| 14-01 | Igls         | Zwitserland Beat Hefti Thomas Lamparter     | Rusland Aleksandr Zoebkov Aleksej Vojevoda                                      | Italië Simone Bertazzo Matteo Torchio   |
| 22-01 | Winterberg   | Rusland Aleksandr Zoebkov Aleksej Vojevoda  | Duitsland Thomas Florschütz Kevin Kuske                                         | Duitsland Karl Angerer Alex Mann        |
| 29-01 | Sankt Moritz | Duitsland Manuel Machata Andreas Bredau     | Zwitserland Beat Hefti Thomas Lamparter                                         | Duitsland Thomas Florschütz Kevin Kuske |
| 05-02 | Cesana       | Italië Simone Bertazzo Matteo Torchio       | Zwitserland Beat Hefti Thomas Lamparter                                         | Duitsland Thomas Florschütz Kevin Kuske |

Nederlandse deelnemers
| Land | WB #1 | WB #2 | WB #3 | WB #4 | WB #5                    | WB #6 *                  | WB #7                    | WB #8                    |
| ---- | ----- | ----- | ----- | ----- | ------------------------ | ------------------------ | ------------------------ | ------------------------ |
| NED  |       |       |       |       | 16e E. van Calker Jansma | 17e E. van Calker Jansma | 16e E. van Calker Jansma | 13e E. van Calker Jansma |

* De zesde wereldbekerwedstrijd gold voor de Europese deelnemers als het EK bobsleeën. Nadat twee Amerikaanse bobs en een Canadese bob uit de uitslag werd gehaald eindigde de Nederlandse bob op de 14e plaats.

### Eindstand
| #  | Piloot             | Land | Punten |
| -- | ------------------ | ---- | ------ |
| 1  | Aleksandr Zoebkov  | RUS  | 1614   |
| 2  | Manuel Machata     | GER  | 1516   |
| 3  | Simone Bertazzo    | ITA  | 1476   |
| 4  | Steven Holcomb     | USA  | 1392   |
| 5  | Lyndon Rush        | CAN  | 1386   |
| 6  | Karl Angerer       | GER  | 1307   |
| 7  | Patrice Servelle   | MON  | 1210   |
| 8  | Gregor Baumann     | SUI  | 1184   |
| 9  | Aleksandr Kasjanov | RUS  | 1128   |
| 10 | John Napier (J)    | USA  | 928    |
| 11 | Beat Hefti         | SUI  | 837    |

| #  | Piloot                | Land | Punten |
| -- | --------------------- | ---- | ------ |
| 12 | Alexej Gorlatsjev     | RUS  | 834    |
| 13 | Thomas Florschütz     | GER  | 802    |
| 14 | Maximilian Arndt (J)  | GER  | 696    |
| 15 | Dawid Kupczyk         | POL  | 688    |
| 16 | Edgars Maskalāns      | LAT  | 560    |
| 17 | Jürgen Loacker        | AUT  | 408    |
| 18 | Edwin van Calker      | NED  | 400    |
| 19 | Ethan Albrecht-Carrie | USA  | 376    |
| 20 | Oskars Melbardis (J)  | LAT  | 352    |
| 21 | Milan Jagnesak        | SVK  | 328    |
| 22 | Heath Spence          | AUS  | 288    |

| #  | Piloot             | Land | Punten |
| -- | ------------------ | ---- | ------ |
| 23 | Jan Vrba           | CZE  | 262    |
| 24 | Nicolae Istrate    | ROU  | 198    |
| 25 | John James Jackson | GBR  | 180    |
| 26 | Cory Butner        | USA  | 154    |
| 27 | Alex Torbert       | CAN  | 136    |
| 28 | Chris Gudzowsky    | CAN  | 128    |
| 29 | Kang Kwang-bae     | KOR  | 104    |
| 30 | Vuk Radjenović     | SRB  | 104    |
| 31 | Chris Spring       | CAN  | 88     |
| 32 | Michéle Menardi    | ITA  | 68     |
| 33 | Lamin Deen         | GBR  | 56     |

## Viermansbob (m)

### Uitslagen
| Datum | Plaats       | Eerste                                                                       | Tweede | Derde                                                                         |
| ----- | ------------ | ---------------------------------------------------------------------------- | --- | ----------------------------------------------------------------------------- |
| 27-11 | Whistler     | Verenigde Staten Steven Holcomb Justin Olsen Steven Langton Curtis Tomasevic | Duitsland Maximilian Arndt Rene Tiefert Martin Putze Alexander Rödiger                                                                           | Duitsland Manuel Machata Andreas Bredau Michail Makarow Christian Poser       |
| 04-12 | Calgary      | Duitsland Manuel Machata Michail Makarow Andreas Bredau Christian Poser      | Oostenrijk Karl Angerer Gregor Bermbach Alex Mann Christian Friedrich                                                                            | Duitsland Maximilian Arndt Rene Tiefert Alexander Rödiger Martin Putze        |
| 11-12 | Park City    | Rusland Aleksandr Zoebkov Philipp Egorov Dmitri Troenenkov Nikolai Hrenkov   | Duitsland Manuel Machata Andreas Bredau Michail Makarow Christian Poser                                                                          | Canada Lyndon Rush Chris Le Bihan Cody Sorensen Neville Wright                |
| 18-12 | Lake Placid  | Verenigde Staten Steven Holcomb Justin Olsen Steven Langton Curtis Tomasevic | Duitsland Maximilian Arndt Rene Tiefert Alexander Rödiger Martin Putze                                                                           | Canada Lyndon Rush Justin Wilkinson Cody Sorensen Neville Wright              |
| 16-01 | Igls         | Duitsland Manuel Machata Richard Adjei Andreas Bredau Christian Poser        | Duitsland Thomas Florschütz Ronny Listner Kevin Kuske Andreas Barucha                                                                            | Verenigde Staten Steven Holcomb Justin Olsen Steven Langton Curtis Tomasevicz |
| 23-01 | Winterberg   | Duitsland Manuel Machata Richard Adjei Andreas Bredau Florian Becke          | Duitsland Thomas Florschütz Ronny Listner Kevin Kuske Andreas Barucha Rusland Aleksandr Zoebkov Philipp Egorov Dmitri Troenenkov Nikolai Hrenkov |                                                                               |
| 30-01 | Sankt Moritz | Letland Edgars Maskalāns Daumants Dreiškens Ugis Zalims Intars Dambis        | Zwitserland Beat Hefti Roman Handschin Thomas Lamparter Manuel Lüthi                                                                             | Duitsland Manuel Machata Richard Adjei Andreas Bredau Christian Poser         |
| 06-02 | Cesana       | Rusland Aleksandr Zoebkov Philipp Egorov Dmitri Troenenkov Nikolai Hrenkov   | Letland Edgars Maskalāns Daumants Dreiškens Ugis Zalims Intars Dambis                                                                            | Canada Lyndon Rush Justin Wilkinson Cody Sorensen Neville Wright              |

Nederlandse deelnemers
| Land | WB #1 | WB #2 | WB #3 | WB #4 | WB #5                                           | WB #6 *                                   | WB #7                                     | WB #8                                   |
| ---- | ----- | ----- | ----- | ----- | ----------------------------------------------- | ----------------------------------------- | ----------------------------------------- | --------------------------------------- |
| NED  |       |       |       |       | 16e E. van Calker A. van Calker Jansma Gonzalez | 17e E. van Calker Gonzalez Jansma Greiner | DSQ E. van Calker Greiner Jansma Gonzalez | 16e E. van Calker Gonzalez Jansma Brink |

* De zesde wereldbekerwedstrijd gold voor de Europese deelnemers als het EK bobsleeën. Nadat twee Amerikaanse bobs uit de uitslag werd gehaald eindigde de Nederlandse bob op de 15e plaats.

### Eindstand
| #  | Piloot               | Land | Punten |
| -- | -------------------- | ---- | ------ |
| 1  | Manuel Machata       | GER  | 1597   |
| 2  | Steven Holcomb       | USA  | 1522   |
| 3  | Aleksandr Zoebkov    | RUS  | 1420   |
| 4  | Karl Angerer         | GER  | 1410   |
| 5  | Aleksandr Kasjanov   | RUS  | 1400   |
| 6  | Lyndon Rush          | CAN  | 1352   |
| 7  | Simone Bertazzo      | ITA  | 1120   |
| 8  | Patrice Servelle     | MON  | 944    |
| 9  | Maximilian Arndt (J) | GER  | 804    |
| 10 | Gregor Baumann       | SUI  | 928    |

| #  | Piloot                | Land | Punten |
| -- | --------------------- | ---- | ------ |
| 11 | Alexej Gorlatsjev     | RUS  | 904    |
| 12 | John Napier (J)       | USA  | 896    |
| 13 | Thomas Florschütz     | GER  | 796    |
| 14 | Edgars Maskalāns      | LAT  | 763    |
| 15 | Beat Hefti            | SUI  | 674    |
| 16 | Dawid Kupczyk         | POL  | 568    |
| 17 | Milan Jagnesak        | SVK  | 508    |
| 18 | Jan Vrba              | CZE  | 384    |
| 19 | Ethan Albrecht-Carrie | USA  | 360    |

| #  | Piloot               | Land | Punten |
| -- | -------------------- | ---- | ------ |
| 20 | Jürgen Loacker       | AUT  | 328    |
| 21 | Edwin van Calker     | NED  | 280    |
| 22 | Nicolae Istrate      | ROU  | 258    |
| 23 | Chris Gudzowsky      | CAN  | 136    |
| 24 | Kang Kwang-bae       | KOR  | 96     |
| 25 | Oskars Melbardis (J) | LAT  | 88     |
| 26 | Michéle Menardi      | ITA  | 80     |
| 27 | John James Jackson   | GBR  | 68     |
| 28 | Alex Torbert         | CAN  | 0      |

## Tweemansbob (v)

### Uitslagen
| Datum | Plaats       | Eerste                                                                   | Tweede                                                                   | Derde                                                                    |
| ----- | ------------ | ------------------------------------------------------------------------ | ------------------------------------------------------------------------ | ------------------------------------------------------------------------ |
| 26-11 | Whistler     | Duitsland Sandra Kiriasis Stephanie Schneider                            | Verenigde Staten Shauna Rohbock Valerie Fleming                          | Canada Kaillie Humphries Heather Hughes                                  |
| 03-12 | Calgary      | Duitsland Cathleen Martini Berit Wiacker                                 | Duitsland Sandra Kiriasis Christin Senkel                                | Canada Helen Upperton Shelly-Ann Brown                                   |
| 10-12 | Park City    | Afgelast wegens weersomstandigheden (verplaatst naar 17-12, Lake Placid) | Afgelast wegens weersomstandigheden (verplaatst naar 17-12, Lake Placid) | Afgelast wegens weersomstandigheden (verplaatst naar 17-12, Lake Placid) |
| 17-12 | Lake Placid  | Duitsland Sandra Kiriasis Berit Wiacker                                  | Verenigde Staten Shauna Rohbock Valerie Fleming                          | Duitsland Cathleen Martini Kristin Steinert                              |
| 18-12 | Lake Placid  | Duitsland Sandra Kiriasis Berit Wiacker                                  | Duitsland Cathleen Martini Cristin Senkel                                | Canada Helen Upperton Shelly-Ann Brown                                   |
| 14-01 | Igls         | Verenigde Staten Shauna Rohbock Valerie Fleming                          | Duitsland Anja Schneiderheinze Christin Senkel                           | Zwitserland Fabienne Meyer Hanne Schenk                                  |
| 21-01 | Winterberg   | Duitsland Sandra Kiriasis Berit Wiacker                                  | Duitsland Anja Schneiderheinze Christin Senkel                           | Verenigde Staten Shauna Rohbock Valerie Fleming                          |
| 28-01 | Sankt Moritz | Duitsland Sandra Kiriasis Berit Wiacker                                  | Duitsland Anja Schneiderheinze Christin Senkel                           | Duitsland Cathleen Martini Romy Logsch                                   |
| 04-02 | Cesana       | Canada Helen Upperton Shelly-Ann Brown                                   | Nederland Esmé Kamphuis Judith Vis                                       | Duitsland Sandra Kiriasis Stephanie Schneider                            |

Belgische en Nederlandse deelnemers
| Land | WB #1           | WB #2                    | WB #3                    | WB #4           | WB #5                    | WB #6 *                  | WB #7                     | WB #8           |
| ---- | --------------- | ------------------------ | ------------------------ | --------------- | ------------------------ | ------------------------ | ------------------------- | --------------- |
| NED  | 7e Kamphuis Vis | 10e Kamphuis Vis         | 7e Kamphuis Vis          | 7e Kamphuis Vis | 12e Kamphuis Rozenstruik | 4e Kamphuis Vis          | 6e Kamphuis Vis           | 2e Kamphuis Vis |
| BEL  |                 | 14e Willemsen Willemarck | 14e Willemsen Willemarck |                 | 15e Willemsen Hellebuyck | 14e Willemsen Hellebuyck | DNS Willemsen Hellebuycks |                 |

* De zesde wereldbekerwedstrijd gold voor de Europese deelnemers als het EK bobsleeën. Nadat twee Amerikaanse bobs en twee Canadese bobs uit de uitslag werd gehaald eindigde de Nederlandse bob op de 3e plaats en de Belgische bob op de 10e plaats.

### Eindstand
| #  | Pilote                | Land | Punten |
| -- | --------------------- | ---- | ------ |
| 1  | Sandra Kiriasis       | GER  | 1711   |
| 2  | Cathleen Martini      | GER  | 1563   |
| 3  | Kaillie Humphries (J) | CAN  | 1400   |
| 4  | Shauna Rohbock        | USA  | 1365   |
| 5  | Helen Upperton        | CAN  | 1361   |
| 6  | Esmé Kamphuis         | NED  | 1354   |
| 7  | Fabienne Meyer        | SUI  | 1320   |
| 8  | Bree Schaaf           | USA  | 992    |
| 9  | Anastasia Skoelkina   | RUS  | 952    |
| 10 | Anja Schneiderheinze  | GER  | 766    |

| #  | Pilote                 | Land | Punten |
| -- | ---------------------- | ---- | ------ |
| 11 | Paula Walker (J)       | GBR  | 744    |
| 12 | Sabina Hafner          | SUI  | 680    |
| 13 | Victoria Tokovaja      | RUS  | 656    |
| 14 | Stefanie Szczurek      | GER  | 616    |
| 15 | Elfje Willemsen (J)    | BEL  | 552    |
| 16 | Christina Hengster (J) | AUT  | 544    |
| 17 | Melissa These          | CAN  | 488    |
| 18 | Elana Meyers (J)       | USA  | 464    |
| 19 | Olga Fjodorova         | RUS  | 408    |
| 20 | Jamie Greubel          | USA  | 352    |

| #  | Pilote                   | Land | Punten |
| -- | ------------------------ | ---- | ------ |
| 21 | Astrid Loch-Wilkinson    | AUS  | 312    |
| 22 | Fiona Harrison           | GBR  | 272    |
| 23 | Carmen Radenovic         | ROU  | 264    |
| 24 | Tamaris Allemann (J)     | SUI  | 208    |
| 25 | Jazmine Fenlator (J)     | USA  | 136    |
| 26 | Carola Mellano           | ITA  | 104    |
| 27 | Eugenia Oana Diaconu (J) | ROU  | 88     |
| 28 | Andreea Olimpia Popescu  | ROU  | 74     |
| 29 | Gillian Cooke            | GBR  | 74     |

## Landenwedstrijd
In het teamonderdeel worden per team twee (2-mans)bobslee- en twee skeleton runs gedaald.
Calgary, 2 december
| # | Land             | skeleton (m)        | tweemansbob (v)                          | skeleton (v)      | tweemansbob (m)                         |
| - | ---------------- | ------------------- | ---------------------------------------- | ----------------- | --------------------------------------- |
| 1 | Duitsland        | Frank Rommel        | Stefanie Szczurrek / Kristin Steinert    | Anja Huber        | Manuel Machata / Florian Becke          |
| 2 | Canada           | Jon Montgomery      | Melissa These / Emily Baadsvik           | Amy Gough         | Lyndon Rush / Justin Wilkinson          |
| 3 | Rusland          | Sergej Tsjoedinov   | Anastasia Skoelkina / Jana Vinochoedova  | Olga Potelitcina  | Alexei Gorlachev / Ilja Ivanov          |
| 4 | Rusland          | Aleksandr Tretjakov | Victoria Tokovaja / Margarita Ismailova  | Svetlana Troenova | Aleksandr Kasjanov / Aleksei Andrjoenin |
| 5 | Verenigde Staten | Matthew Antoine     | Bree Schaaf / JennaBree Tollestrup-Brown | Anne O‘Shea       | John Napier / Jesse Beckom              |
| 6 | Verenigde Staten | John Daly           | Jamie Greubel / Kristi Koplin            | Kimber Gabryszak  | Ethan Albrect-Carrie / Jared Clugston   |

Igls, 16 januari
| # | Land                | skeleton (m)          | tweemansbob (v)                     | skeleton (v)        | tweemansbob (m)                        |
| - | ------------------- | --------------------- | ----------------------------------- | ------------------- | -------------------------------------- |
| 1 | Canada              | John Fairbairn        | Helen Upperton / Diane Kelly        | Darla Deschamps     | Lyndon Rush / Cody Sorensen            |
| 2 | Oostenrijk          | Matthias Guggenberger | Christine Hengster / Anna Feichtner | Janine Flock        | Jürgen Loacker / Johannes Wipplinger   |
| 3 | Rusland             | Aleksandr Tretjakov   | Olga Fjodorova / Joelia Timofejeva  | Olga Potelitcina    | Aleksandr Kasjanov / Aleksandr Sjilkin |
| 4 | Zwitserland         | Pascal Oswald         | Fabienne Meyer / Eveline Gerber     | Jessica Kilian      | Gregor Baumann / Noah Chiozza          |
| 5 | Rusland             | Sergei Tsoedinov      | Maria Orlova / Anastasia Skoelkina  | Margarita Ismailova | Aleksei Gorlatsjov / Ilja Ivanov       |
| 6 | Verenigde Staten    | Kyle Tress            | Elana Meyers / Kristi Koplin        | Kimber Gabryszak    | John Napier / Colin Campbell           |
| 7 | Internationaal team | John Farrow           | Sabina Hafner / Michelle Huwiler    | Katharine Eustace   | Oskars Melbardis / Mihails Arhipovs    |
| 8 | Verenigd Koninkrijk | Andy Wood             | Paula Walker / Rebekah Wilson       | Amy Williams        | Lamin Deen / Richard Sharman           |

1983/1984 · 
1984/1985 · 
1985/1986 · 
1986/1987 · 
1987/1988 · 
1988/1989 · 
1989/1990 · 
1990/1991 · 
1991/1992 · 
1992/1993 · 
1993/1994 · 
1994/1995 · 
1995/1996 · 
1996/1997 · 
1997/1998 · 
1998/1999 · 
1999/2000 · 
2000/2001 · 
2001/2002 · 
2002/2003 · 
2003/2004 · 
2004/2005 · 
2005/2006 · 
2006/2007 · 
2007/2008 · 
2008/2009 ·
2009/2010 ·
2010/2011 ·
2011/2012 ·
2012/2013 ·
2013/2014 ·
2014/2015 ·
2015/2016 ·
2016/2017 ·
2017/2018 ·
2018/2019 ·
2019/2020 ·
2020/2021 ·
2021/2022 ·
2022/2023 ·
2023/2024 ·
2024/2025
Alpineskiën ·
Biatlon ·
Bobsleeën ·
Freestyleskiën ·
Langlaufen ·
Noordse combinatie ·
Rodelen ·
Schaatsen (junioren) ·
Schansspringen ·
Shorttrack ·
Skeleton ·
Snowboarden